# Suore oblate di Betania
Le Suore Oblate di Betania (in francese Sœurs Oblates de Béthanie) sono un istituto religioso femminile di diritto pontificio: le suore di questa congregazione pospongono al loro nome la sigla C.O.B.

## Storia
L'istituto sorse il 17 febbraio 1901 insieme alla Congregazione della Fraternità Sacerdotale a opera di Eugène Prévost e di sua sorella Léonie: la prima casa delle religiose, dette inizialmente Oblate del Santissimo Sacramento, fu aperta a Parigi il 21 novembre 1902.
Léonie Prevost abbandonò la vita religiosa nel 1910 e la guida della congregazione fu affidata a Marie Ribault, ritenuta una seconda fondatrice dell'istituto.
La prima filiale all'estero fu aperta nel 1933 in Canada e il 22 maggio 1939 le oblate furono erette in congregazione di diritto diocesano.

## Attività e diffusione
Lo scopo dell'istituto è l'aiuto ai sacerdoti in difficoltà, soprattutto mediante la preghiera adoratrice davanti al Santissimo Sacramento.
Oltre che in Canada, sono presenti in Colombia e in Francia; la sede generalizia è a Québec.
Alla fine del 2008 la congregazione contava 80 religiose in 10 case.